# Telmatoscopus varitarsis
Telmatoscopus varitarsis és una espècie d'insecte dípter pertanyent a la família dels psicòdids que es troba a Nord-amèrica: Ontario, Michigan i Massachusetts.